# The Beatles (Album)
The Beatles, auch The White Album (Weißes Album), ist das neunte Studioalbum der gleichnamigen britischen Gruppe. Es wurde im November 1968 in Großbritannien und Deutschland veröffentlicht. In Deutschland ist es ihr 13., in den USA ihr 16. Album.
Das schlichte weiße Cover wurde von Richard Hamilton entworfen. Es war das erste Album der Beatles, das auf ihrem eigenen Label Apple Records erschien. Es erreichte in zahlreichen Ländern Platz eins der Charts. 

## Entstehung
The Beatles, ihr einziges Doppelalbum, entstand in der Spätphase der Beatles. Im Februar 1968 nahmen sie die vier Lieder The Inner Light, Lady Madonna, Across the Universe und Hey Bulldog auf, die jedoch nicht für das Album verwendet wurden. Mitte März wurde die Single Lady Madonna / The Inner Light veröffentlicht, die ihr 14. Nummer-eins-Hit in Großbritannien wurde. Mitte Februar 1968 reisten die Beatles mit ihren Frauen nach Rishikesh (Indien), wo ein mehrwöchiger Meditationskurs des Maharishi stattfand.
Weitere Teilnehmer waren Mia Farrow, Mike Love und Donovan. Ringo Starr kehrte bereits Anfang März nach England zurück, Paul McCartney folgte drei Wochen später. John Lennon und George Harrison verließen Indien erst Mitte April. Während des Indienaufenthalts schrieben die Beatles die Mehrzahl der Lieder für ihr neues Album. Am 11. Mai 1968 flogen Lennon und McCartney nach New York, wo sie bei Pressekonferenzen und Fernsehauftritten ihr neues Unternehmen Apple vorstellten. So wurde dann auch The Beatles als erstes Album auf dem Apple-Label veröffentlicht.

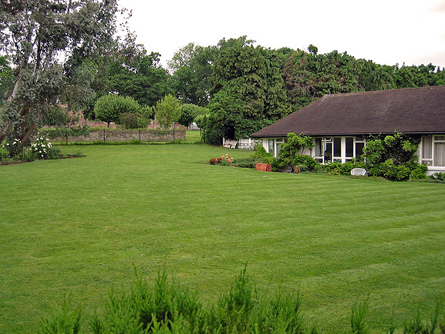
Das Anwesen Kinfauns von George Harrison in Esher (Surrey), wo die Beatles die Demos aufnahmen

Ende Mai 1968 trafen sich die Beatles im damaligen Haus von George Harrison, um zu viert 27 Demoaufnahmen anzufertigen, die heute meist als Esher-Demos bezeichnet werden. Einige der dort aufgenommenen Lieder wurden von den Beatles im Studio nicht aufgenommen: Junk (McCartney-Komposition), Child of Nature (Lennon-Komposition), Circles und Sour Milk Sea (Harrison-Kompositionen). Die Demoaufnahmen von Mean Mr. Mustard und Polythene Pam wurden für das Album Abbey Road verwendet und neu eingespielt.
Die eigentlichen Studioaufnahmen begannen am 30. Mai 1968 und endeten am 14. Oktober 1968. George Martin konnte nicht die gesamten Aufnahmen überwachen, da die Beatles des Öfteren in zwei verschiedenen Studios gleichzeitig arbeiteten. Er überließ dem jungen, damals relativ unerfahrenen Chris Thomas die Produktion einiger Titel, so auch im September 1968 während seines Urlaubs. Die Beatles übernahmen aber auch oft selbst die Regie am Mischpult.
George Martin bemerkte zu den Aufnahmen: „Sie kamen mit einer ganzen Flut von Songs an – ich glaube, es waren über dreißig –, und ich fühlte mich ein bisschen überfordert […]; gleichzeitig aber auch wieder nicht, denn einige davon waren nicht gerade umwerfend. Zum ersten Mal musste ich mich in drei Teile reißen, weil wir ständig in mehreren Studios gleichzeitig aufgenommen haben. Es drohte alles ziemlich auseinanderzufallen, und da hat mein Assistent Chris Thomas eine Menge geleistet.“
Die Beatles nahmen bei einigen Liedern Stellung zu politischen oder gesellschaftspolitischen Themen: Mit Revolution 1 nahm Lennon Bezug auf die Pariser Maiunruhen. Bei Blackbird entstand der Text von McCartney mit Blick auf die Bürgerrechtsbewegung und die damit verbundenen Unruhen in den USA im Frühling 1968. Er handelt von einer afroamerikanischen Frau, die der alltäglichen Diskriminierung in den USA ausgesetzt ist. Harrisons Piggies handelt von Geldgier und Klassenunterschieden. Für das Lied Back in the USSR wurden die Beatles zum Zeitpunkt der Veröffentlichung von konservativen Kreisen in den USA kritisiert.
Zum Zeitpunkt der Aufnahmen zeichneten sich erstmals deutliche künstlerische und menschliche Differenzen innerhalb der Beatles ab. So verließ beispielsweise Ringo Starr vom 22. August bis zum 3. September 1968 die Gruppe, da er sich nur als „fünftes Rad am Wagen“ sah. Mit der Meinung, nicht mehr in die Gruppe zu passen, fuhr er zunächst nach Sardinien. Während seiner Abwesenheit übernahm kurzfristig Paul McCartney das Schlagzeug für die zuerst aufgenommenen Lieder Back in the USSR und Dear Prudence. Die anderen Beatles schickten Ringo Starr, der sich immer noch im Urlaub befand, Blumen und baten ihn mit vielen Postkarten, doch bitte wieder zurückzukommen, was er dann auch tat. Inzwischen hatten die restlichen Beatles sein Schlagzeug mit Blumen geschmückt.
Ringo Starr: „Ich ging aus zwei Gründen: Ich hatte das Gefühl, dass ich nicht sonderlich gut spielte, und ich hatte das Gefühl, dass die drei anderen richtig happy miteinander waren und ich draußen stand.“
Während der Aufnahmen zum Weißen Album wurden insgesamt 14 Lieder aufgenommen, bei denen die Beatles nicht mehr als vollständige Musikgruppe agierten. Toningenieur Geoff Emerick verließ auf eigenen Wunsch Mitte Juli 1968 die Aufnahmen, da er die Atmosphäre im Studio als sehr disharmonisch empfand. Ken Scott, der Emericks Nachfolger wurde, sowie Chris Thomas erinnerten sich aber, dass die Beatles zwar während der Aufnahmen Streitereien wegen ihrer Musik hatten, diese dann nach kurzer Zeit aber wieder beilegten. Sie entfernten sich allerdings von George Martins musikalischen Vorstellungen und begannen, sich selbst zu produzieren.
Die frühere musikalische Einheit des Komponistenteams John Lennon und Paul McCartney war nicht mehr vorhanden. Neben musikalischen Differenzen untereinander kam auch die offene Abneigung, die McCartney und Harrison gegenüber John Lennons Lebensgefährtin Yoko Ono hegten, hinzu. Yoko Onos künstlerischer Einfluss ist auf dem Weißen Album dokumentiert, so unter anderem in der experimentellen Klangcollage Revolution 9. Andererseits war John Lennon mit der McCartney-Komposition Ob-La-Di, Ob-La-Da musikalisch nicht einverstanden.

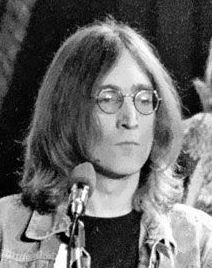
John Lennon, 1968

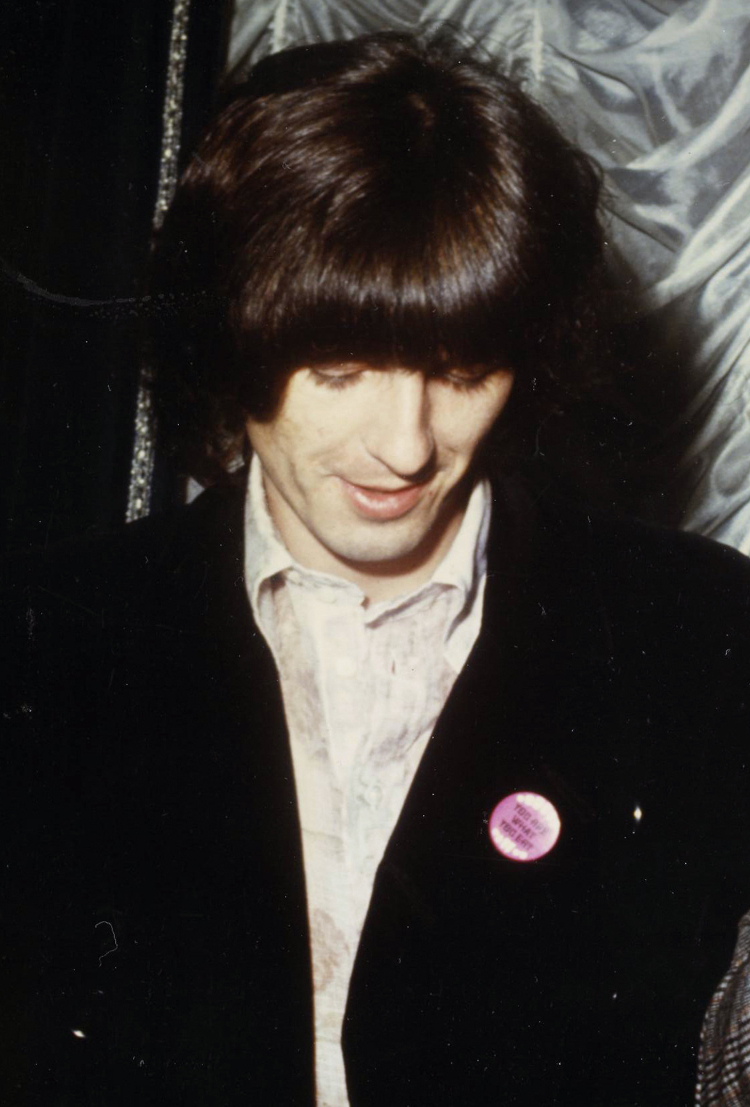
George Harrison, 1968

George Martin bemerkte dazu: „Ich erinnere mich, dass Yoko eine Menge Zeit mit John im Studio verbrachte, während wir das Weiße Album aufnahmen – und das ging sogar so weit, dass John sie einmal, als sie richtig krank war, nicht zu Hause lassen wollte und sie im Studio ein Bett hingestellt bekam. Während wir aufnahmen, lag Yoko da im Bett. Zwischen John und Yoko bestand eine wahnsinnige Bindung. Das ist keine Frage. Sie waren geistig vollkommen eins, und ich glaube, je enger diese Bindung wurde, desto mehr löste sich John von Paul und den anderen – was natürlich zu Problemen führte.“
Paul McCartney: „[…] sie hat ihm [John Lennon] künstlerisch neue Wege eröffnet. Das Problem für uns war nur, dass es den Rahmen sprengte, den wir für unsere Arbeit brauchten.“
George Harrison: „Es war merkwürdig, sie ständig dabeisitzen zu haben. Es lag nicht daran, dass es Yoko war oder dass wir keine Außenstehende bei uns haben wollten, es waren ganz bestimmte Vibrationen zu spüren, und das störte mich. Es waren irgendwie unheimliche Vibrationen.“
Ringo Starr: „Und plötzlich hatten wir Yoko im Bett im Studio. Das führte zu Spannungen, denn wir vier waren meist sehr eng zusammen und untereinander ziemlich besitzergreifend, es störte uns, wenn Fremde sich zu sehr dazwischendrängten. Und genau das war Yoko, eine Fremde […]“
John Lennon sagte dazu: „Und plötzlich waren wir beide ständig zusammen, murmelten und kicherten in irgend einer Ecke. Und auf der anderen Seite Paul, George und Ringo, die sich sagten: ‚Was zum Teufel treiben die da? Was ist mit ihm los?‘ Und ich beachtete sie überhaupt nicht mehr. Wohlgemerkt, das war keine Absicht, ich ging nur eben restlos und total in dem auf, was wir beide machten […] Und dann sahen wir uns um und merkten, dass man das nicht toll fand.“

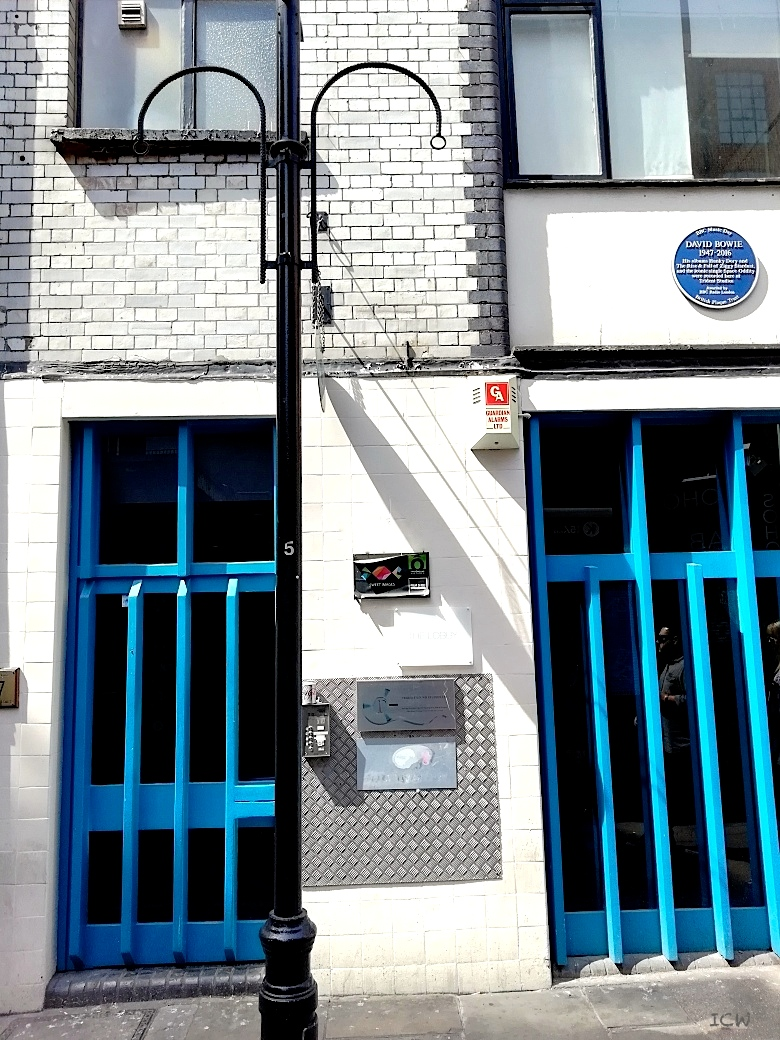
Das ehemalige Trident Studios Gebäude am St. Anne’s Court, Soho (London)

Yoko Ono, die nun fast immer mit im Studio war, um Lennon zu begleiten, sang zusammen mit George Harrisons Frau Pattie Backing-Vocals bei Birthday sowie eine Zeile bei The Continuing Story of Bungalow Bill. Auch Paul McCartneys vorübergehende Freundin Francie Schwartz kam ins Aufnahmestudio und wirkte laut eigenem Bekunden bei den Aufnahmen zu Revolution 1 als Hintergrundsängerin mit. Ringos Ehefrau Maureen sang im Chor bei The Continuing Story of Bungalow Bill. Während der Aufnahmen wurden diverse Studiomusiker eingesetzt. So spielte etwa Eric Clapton das Gitarrensolo auf While My Guitar Gently Weeps und der Jazzmusiker Harry Klein bei Honey Pie und Savoy Truffle Saxophon.
Während der Aufnahmen wurde in den Abbey Road Studios eine Acht-Spur-Tonbandmaschine installiert; bei Liedern, bei denen die Beatles diese Aufnahmetechnik schon vorher gebraucht hatten, waren sie in die Trident Studios ausgewichen.
George Harrison steuerte zum Album vier Kompositionen bei. Ein fünftes Lied, Not Guilty, wurde zwar aufgenommen, aber erst im Oktober 1996 auf dem Album Anthology 3 veröffentlicht. Erstmals konnte auch Ringo Starr mit Don’t Pass Me By eine Eigenkomposition beitragen.

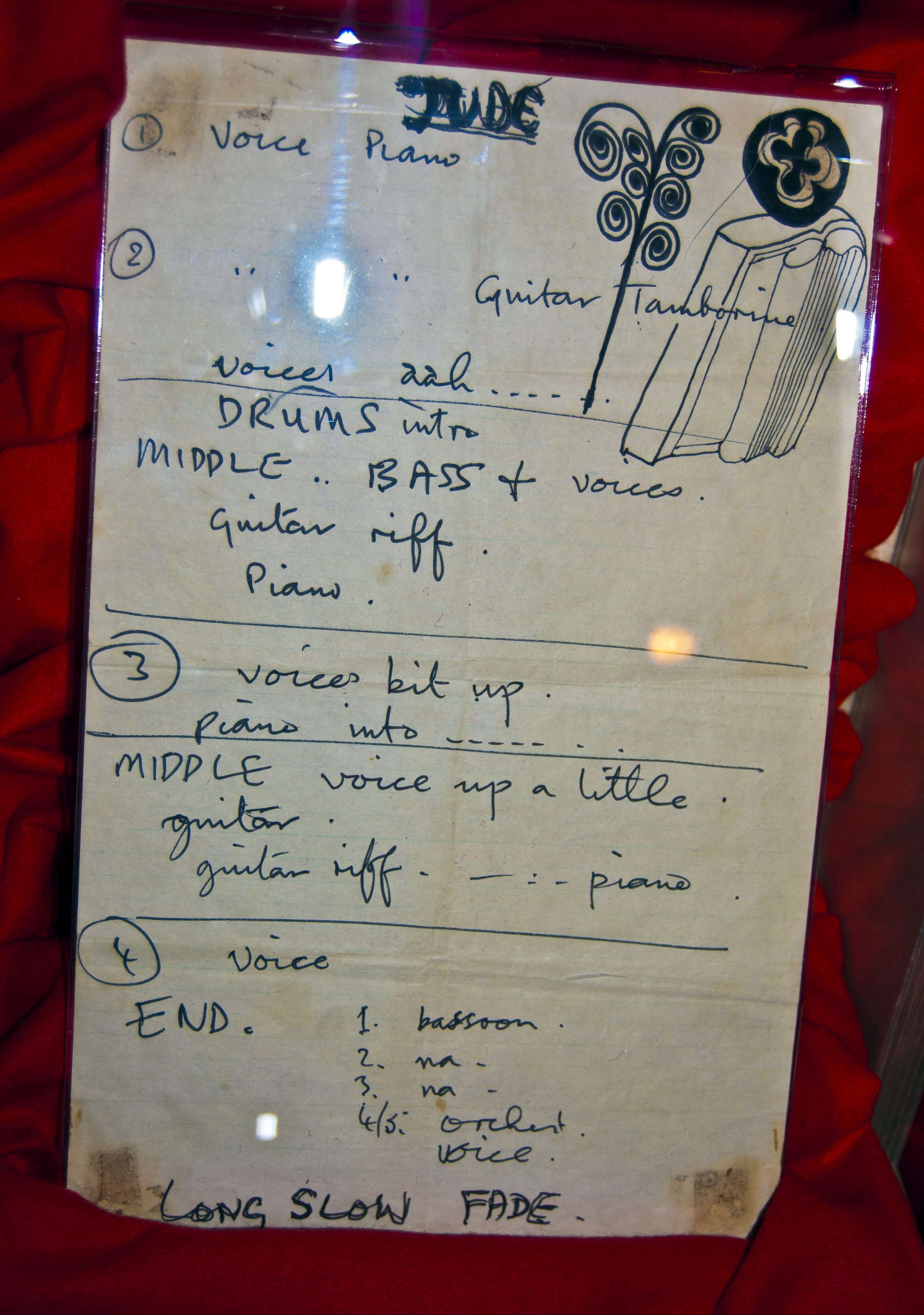
Handgeschriebene Liedstruktur von Hey Jude

Die kommerziell sehr erfolgreiche Single Hey Jude / Revolution (in dieser Version nicht auf dem Weißen Album erschienen) wurde während der Aufnahmearbeiten zum Album veröffentlicht. Sie erreichte sowohl in Großbritannien (15. Nummer-eins-Hit der Beatles) als auch in den USA (16. Nummer-eins-Hit) und in Deutschland (7. Nummer-eins-Hit) die Spitze der jeweiligen Charts.
Am 14. Oktober 1968 wurden die letzten Aufnahmen getätigt; die Stereo- und der Hauptteil der Monoabmischungen erfolgten zwischen dem 5. und 17. Oktober 1968. Mitte Oktober bis Ende November 1968 befand sich George Harrison in Los Angeles, um das Album von Jackie Lomax zu produzieren. Dort stellte er fest, dass das US-amerikanische Masterband des neuen Beatles-Albums klanglich schlecht ausgesteuert war; unter seiner Aufsicht wurde es erneut gemastert.
George Martin sprach sich gegen die Veröffentlichung eines Doppelalbums aus. Er favorisierte ein musikalisch stärkeres Einfachalbum, die Beatles aber setzten sich durch. George Martin bemerkte dazu:

“I really didn’t think that a lot of the songs were worth of release, and I told them so. I said ‘I don’t want a double-album. I think you ought to cut out some of these, concentrate on the really good ones and have yourself a really super album. Let’s whittle them down to 14 or 16 titles and concentrate on those.‘”

„Ich war wirklich der Ansicht, dass viele der Songs nicht veröffentlicht werden sollten, und das habe ich ihnen auch gesagt. Ich sagte: ‚Ich will kein Doppelalbum. Ich denke, ihr solltet lieber auf ein paar Stücke verzichten, euch auf die wirklich guten konzentrieren und ein wirklich tolles Album machen. Lasst uns das Ganze auf 14 bis 16 Titel reduzieren und uns auf die konzentrieren.‘“

Ergänzend sagte er: „Eine Menge Leute meinen trotzdem, das sei das beste Album, das sie gemacht haben.“
Im Nachhinein wurden die Aufnahmen von den Beatles aber eher positiv gewertet:
John Lennon sagte: „Das Weiße Album bedeutet einfach: ‚Das ist mein Song, den bringen wir so. Das ist dein Song, den bringst du so, wie du willst.‘ Es ist ganz schön schwierig, die Musik von drei Leuten auf eine einzige LP zu packen – deswegen haben wir eben ein Doppelalbum gemacht. Nach der ganzen Elektronik und den bombastischen Arrangements habe ich endlich alles abgeschüttelt, und meine Songs auf dem Doppelalbum waren schlicht und einfach. Es war eine totale Abkehr von Sgt. Pepper und vieles gefiel mir besser.“
George Harrison: „Nach Sgt. Pepper hatte man beim neuen Album wieder eher das Gefühl, dass eine Band etwas gemeinsam aufnahm. […] Es gab auch weit mehr individuelle Sachen, und zum ersten Mal akzeptierten die Leute auch, dass sie (die Beatles) individuell waren.“
Paul McCartney: „Ich glaube, es war ein sehr gutes Album. Es war einfach überzeugend, aber es zu produzieren war kein Vergnügen. Andererseits sind solche Sachen manchmal förderlich für die Kreativität.“
Ringo Starr: „Im Laufe der Arbeit am Weißen Album wurden wir wieder mehr zu einer Band, und das ist mir immer am liebsten.“
Das Album The Beatles stieg am 27. November 1968 in die britischen Charts gleich auf Platz eins ein, wo es sich neun Wochen hielt. Es war das neunte Nummer-eins-Album der Beatles in Großbritannien. In Deutschland war es das achte Album der Beatles, das Platz eins der Hitparade erreichte. Für das Album lagen in Großbritannien über 300.000 Vorbestellungen vor. In den USA erreichte das Weiße Album ebenfalls Platz 1 der Charts und blieb dort ebenfalls neun Wochen lang. Damit war es dort das zwölfte Nummer-eins-Album, in der ersten Woche wurden fast zwei Millionen Exemplare verkauft. Im Februar 2019 wurde das Album in den USA mit Multi-Platin für 24 Millionen verkaufte Einheiten (12 Millionen verkaufte Doppelalben) ausgezeichnet. Aus dem Album wurde 1968 weder in Großbritannien noch in den USA eine Single ausgekoppelt, erst im Jahr 1976 erschienen Back in the USSR in Großbritannien und Ob-La-Di, Ob-La-Da in den USA als Single. Lediglich in Deutschland wurde am 14. Januar 1969 die Single Ob-La-Di, Ob-La-Da / While My Guitar Gently Weeps veröffentlicht, die dort der achte Nummer-eins-Hit wurde.
Das Album wurde in Großbritannien in einer Mono- und in einer Stereoversion veröffentlicht. In den USA und in Deutschland wurde das Album ausschließlich in der Stereoabmischung vertrieben. Einige Lieder der Monoversionen wichen in der Abmischung deutlich von den Stereoversionen ab: Helter Skelter (die Monoversion ist 53 Sekunden kürzer und hat eine andere Instrumentierung), Don’t Pass Me By (die Monoversion ist in der Ablaufgeschwindigkeit deutlich schneller und das Geigensolo länger und anders), Honey Pie (das Gitarrensolo variiert zur Stereoversion), Savoy Truffle (anderes Gitarrenspiel), Yer Blues (die Monoversion ist zehn Sekunden länger), Back in the USSR, Piggies und Blackbird (die drei Lieder haben andere Soundeffekte, das erste andere Flugzeuggeräusche, die beiden anderen variieren in den Tiergeräuschen), Sexy Sadie (der Bass wurde bei der Monoversion am Anfang des Liedes später eingeblendet), Wild Honey Pie (unterschiedliche Lautstärke des Gesangs), While My Guitar Gently Weeps (andere Abmischung der Leadgitarre von Eric Clapton), Happiness Is a Warm Gun (andere Abmischung der Orgel und des Basses), Long, Long, Long (andere Abmischung der Rhythmus- und Leadgitarre), Ob-La-Di, Ob-La-Da und Why Don’t We Do It in the Road (das Händeklatschen am Anfang des Liedes wurde bei der Monoversion weggemischt).
Weitere – nicht verwendete – Aufnahmeversionen/Abmischungen der Lieder Helter Skelter, Don’t Pass Me By, Ob-La-Di, Ob-La-Da, Good Night, Cry Baby Cry, Blackbird, Sexy Sadie, While My Guitar Gently Weeps, Not Guilty, Mother Nature’s Son, Rocky Raccoon, I’m So Tired, I Will, Why Don’t We Do It in the Road, Glass Onion und Julia befinden sich auf dem Album Anthology 3. Auf der Wiederveröffentlichung des Albums The Beatles vom November 2018 befindet sich umfangreiches unveröffentlichtes Material.
Im Jahr 2004 wurde es vom Rolling Stone in der deutschen Ausgabe der Liste der 500 besten Alben aller Zeiten auf Platz 5 gewählt, in der amerikanischen Version auf Platz 10.

## Musikstile des Albums
Im Gegensatz zum zuvor veröffentlichten Konzeptalbum Sgt. Pepper’s Lonely Hearts Club Band handelt es sich beim Weißen Album um eine Sammlung von Liedern ohne größeren inhaltlichen Zusammenhang. Doch die Stücke sind so eng aneinandergefügt, dass die sonst übliche Stille von mehreren Sekunden nicht entsteht. Diese ist nötig, um bei analogen Abspielgeräten die Abtasteinrichtung in die auf Vinylplatten sichtbare Leerrille zu platzieren oder damit Suchprogramme in digitalisiertem Material ein Stück vom nächsten unterscheiden können.
Auffällig ist, dass die Beatles sich in einer ganzen Reihe von unterschiedlichen Stilrichtungen versucht haben. Vertreten sind
- Psychedelia (Glass Onion, Piggies, Long, Long, Long)
- Rock ’n’ Roll (Back in the USSR, Birthday)
- Blues (Yer Blues, Why Don’t We Do It in the Road, Revolution 1)
- Progressive Rock (Happiness Is a Warm Gun)
- Country (Rocky Raccoon, Don’t Pass Me By)
- Folk (Blackbird, Mother Nature’s Son, The Continuing Story of Bungalow Bill)
- Ragtime (Honey Pie)
- Reggae (Ob-La-Di, Ob-La-Da)
- Hard Rock (Helter Skelter, Everybody’s Got Something to Hide Except Me and My Monkey)
- Balladen (Julia, While My Guitar Gently Weeps, Dear Prudence, Martha My Dear, I Will, Sexy Sadie, Cry Baby Cry, Good Night) und eine
- avantgardistische Toncollage (Revolution 9)

## Covergestaltung

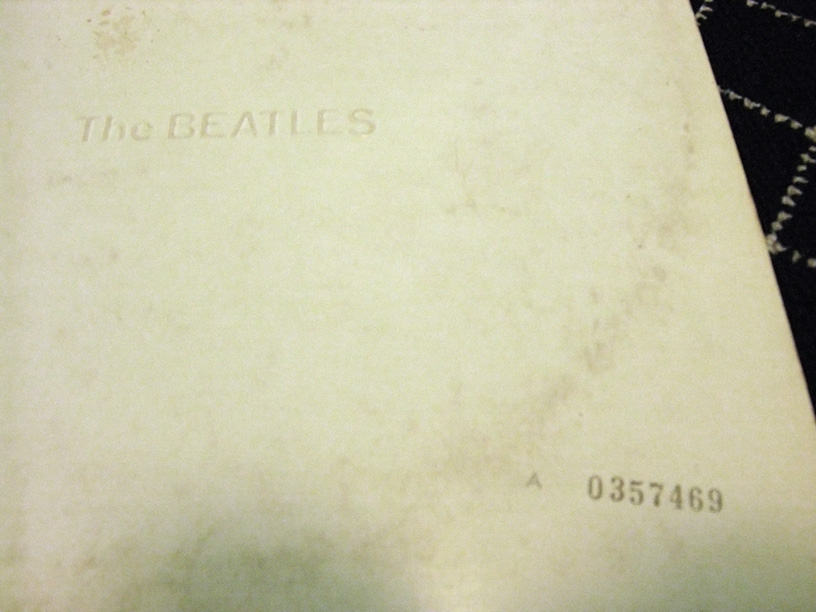
Originalcover von The Beatles

Das Cover wurde von dem britischen Pop-Art-Künstler Richard Hamilton entworfen. Es zeigt nur die Worte „The BEATLES“ in Blindprägung auf weißem Grund. Kaum ein Jahr nach dem überbordenden psychedelischen Cover von Sgt. Pepper’s Lonely Hearts Club Band war es eine geschickte Wendung, ein völlig weißes Cover zu veröffentlichen. Bei Sgt. Pepper ist das Wort „BEATLES“ aus Blumen geformt, hier nun kaum auffällig erhaben blindgeprägt. Die ersten Ausgaben hatten zusätzlich eine fortlaufende Nummerierung aufgedruckt. Die Nummern 0000001 bis 0000010 nahmen sich die Beatles selbst als Belegexemplare. Alben mit niedrigen Nummern, also unter 0001000, haben heute einen hohen Sammlerwert. Es heißt allerdings, dass damals mehrere Presswerke gleichzeitig mit der Nummerierung ab 0000001 begannen. Der Schallplatte lagen ein großes, von Richard Hamilton gestaltetes Poster und vier größere Fotografien der Beatles, die von John Kelly stammen, bei. Bei den späteren Pressungen befand sich keine Nummerierung mehr auf dem Cover. Auf der Innenseite des aufklappbaren Covers befinden sich schwarzweiße Porträtfotos der vier Musiker (v. l. n. r.: Lennon, McCartney, Harrison und Starr).
Die schlichte, weiße Gestaltung des Covers regte viele Fans an, ihr Album zu individualisieren. Sie gestalteten die Hüllen um. Diese individuellen Exemplare werden auch gesammelt. Eine der größten Sammlungen ist die von Rutherford Chang, der mittlerweile über mehr als 3300 Sammlerstücke verfügt. Die New York Times veröffentlichte 2013 einen Artikel über ihn und seine Sammlung.
In der ersten CD-Ausgabe sind viele dieser gestalterischen Details verloren gegangen. Der Schriftzug „The BEATLES“ ist auf der CD nicht mehr blindgeprägt, sondern in hellgrauer Farbe aufgedruckt, die Durchnummerierung wurde nicht weitergeführt und vom Poster wurden Einzelteile in das CD-Booklet aufgenommen. Die 30th Anniversary Limited Edition des Albums, erschienen 1998, und die remasterte Monoversion, erschienen 2009 in der Box The Beatles in Mono, reproduzieren die Details der Vinylausgabe. Die 2009 veröffentlichte remasterte Stereo-CD im The Beatles Stereo Box Set hat eine zusätzliche Kartonhülle, in der der Schriftzug „The BEATLES“ wieder blindgeprägt ist.
Paul McCartney sagte zum Cover: „Ich war in ein paar Ausstellungen gewesen, und mir gefielen Richards [Hamilton] Arbeiten, also habe ich ihn angerufen und gesagt: ‚Wir haben ein neues Album in Vorbereitung. Hättest Du Lust das Cover zu machen?‘ Er sagte ‚Gern‘ also habe ich die anderen gefragt. Sie waren einverstanden, und dann haben sie mich praktisch machen lassen […] Am Ende sagte er dann: ‚Wie soll denn das Album heißen?‘ Und er fragte: ‚Gibt’s von euch schon ein Album, das einfach The Beatles heißt?‘ Ich sagte nein und sah noch einmal nach, weil ich mir nicht sicher war. Also meinte Richard, wir sollten es so nennen, und alle waren einverstanden. Richard war ein überzeugter Minimalist, und er wollte das Cover völlig weiß lassen und darauf das Wort ‚Beatles‘ prägen. Dann hatte er die Idee, die Alben durchzunummerieren, was ich für Sammler genial fand.“
Ursprünglich war geplant, das Album unter dem Titel A Doll’s House zu veröffentlichen. Die Idee einer transparenten Coverhülle wurde ebenfalls nicht realisiert.

## Titelliste
Seite 1:
| Nr. | Lied                                  | Autor(en)        | Leadgesang | Länge Stereoversion | Länge Monoversion |
| --- | ------------------------------------- | ---------------- | ---------- | ------------------- | ----------------- |
| 01  | Back in the USSR                      | Lennon/McCartney | McCartney  | 02:43               | 02:44             |
| 02  | Dear Prudence                         | Lennon/McCartney | Lennon     | 03:56               | 03:54             |
| 03  | Glass Onion                           | Lennon/McCartney | Lennon     | 02:18               | 02:18             |
| 04  | Ob-La-Di, Ob-La-Da                    | Lennon/McCartney | McCartney  | 03:09               | 03:09             |
| 05  | Wild Honey Pie                        | Lennon/McCartney | McCartney  | 00:53               | 00:54             |
| 06  | The Continuing Story of Bungalow Bill | Lennon/McCartney | Lennon     | 03:14               | 03:14             |
| 07  | While My Guitar Gently Weeps          | Harrison         | Harrison   | 04:45               | 04:48             |
| 08  | Happiness Is a Warm Gun               | Lennon/McCartney | Lennon     | 02:45               | 02:44             |

Seite 2:
| Nr. | Lied                            | Autor(en)        | Leadgesang | Länge Stereoversion | Länge Monoversion |
| --- | ------------------------------- | ---------------- | ---------- | ------------------- | ----------------- |
| 01  | Martha My Dear                  | Lennon/McCartney | McCartney  | 02:29               | 02:28             |
| 02  | I’m So Tired                    | Lennon/McCartney | Lennon     | 02:03               | 02:03             |
| 03  | Blackbird                       | Lennon/McCartney | McCartney  | 02:18               | 02:19             |
| 04  | Piggies                         | Harrison         | Harrison   | 02:04               | 02:03             |
| 05  | Rocky Raccoon                   | Lennon/McCartney | McCartney  | 03:33               | 03:33             |
| 06  | Don’t Pass Me By                | Starkey ∗        | Starr      | 03:50               | 03:46             |
| 07  | Why Don’t We Do It in the Road? | Lennon/McCartney | McCartney  | 01:41               | 01:42             |
| 08  | I Will                          | Lennon/McCartney | McCartney  | 01:46               | 01:45             |
| 09  | Julia                           | Lennon/McCartney | Lennon     | 02:57               | 02:54             |

Seite 3:
| Nr. | Lied                                                      | Autor(en)        | Leadgesang           | Länge Stereoversion | Länge Monoversion |
| --- | --------------------------------------------------------- | ---------------- | -------------------- | ------------------- | ----------------- |
| 01  | Birthday                                                  | Lennon/McCartney | Lennon und McCartney | 02:43               | 02:43             |
| 02  | Yer Blues                                                 | Lennon/McCartney | Lennon               | 04:00               | 04:14             |
| 03  | Mother Nature’s Son                                       | Lennon/McCartney | McCartney            | 02:48               | 02:46             |
| 04  | Everybody’s Got Something to Hide Except Me and My Monkey | Lennon/McCartney | Lennon               | 02:25               | 02:25             |
| 05  | Sexy Sadie                                                | Lennon/McCartney | Lennon               | 03:15               | 03:15             |
| 06  | Helter Skelter                                            | Lennon/McCartney | McCartney            | 04:30               | 03:39             |
| 07  | Long, Long, Long                                          | Harrison         | Harrison             | 03:06               | 03:05             |

Seite 4:
| Nr. | Lied            | Autor(en)        | Leadgesang                                            | Länge Stereoversion | Länge Monoversion |
| --- | --------------- | ---------------- | ----------------------------------------------------- | ------------------- | ----------------- |
| 01  | Revolution 1    | Lennon/McCartney | Lennon                                                | 04:16               | 04:16             |
| 02  | Honey Pie       | Lennon/McCartney | McCartney                                             | 02:41               | 02:41             |
| 03  | Savoy Truffle   | Harrison         | Harrison                                              | 02:54               | 02:54             |
| 04  | Cry Baby Cry ∗∗ | Lennon/McCartney | Lennon                                                | 03:02               | 03:02             |
| 05  | Revolution 9    | Lennon/McCartney | Sprache: Lennon, Harrison, George Martin und Yoko Ono | 08:22               | 08:23             |
| 06  | Good Night      | Lennon/McCartney | Starr                                                 | 03:16               | 03:13             |

Die Längen der Lieder basieren jeweils auf den 2009er CD-Versionen.
 ∗ Richard Starkey ist Ringo Starrs Geburtsname.
 ∗∗ Der Titel Cry Baby Cry enthält das 26 Sekunden lange Lied Can You Take Me Back?.

## Wiederveröffentlichungen

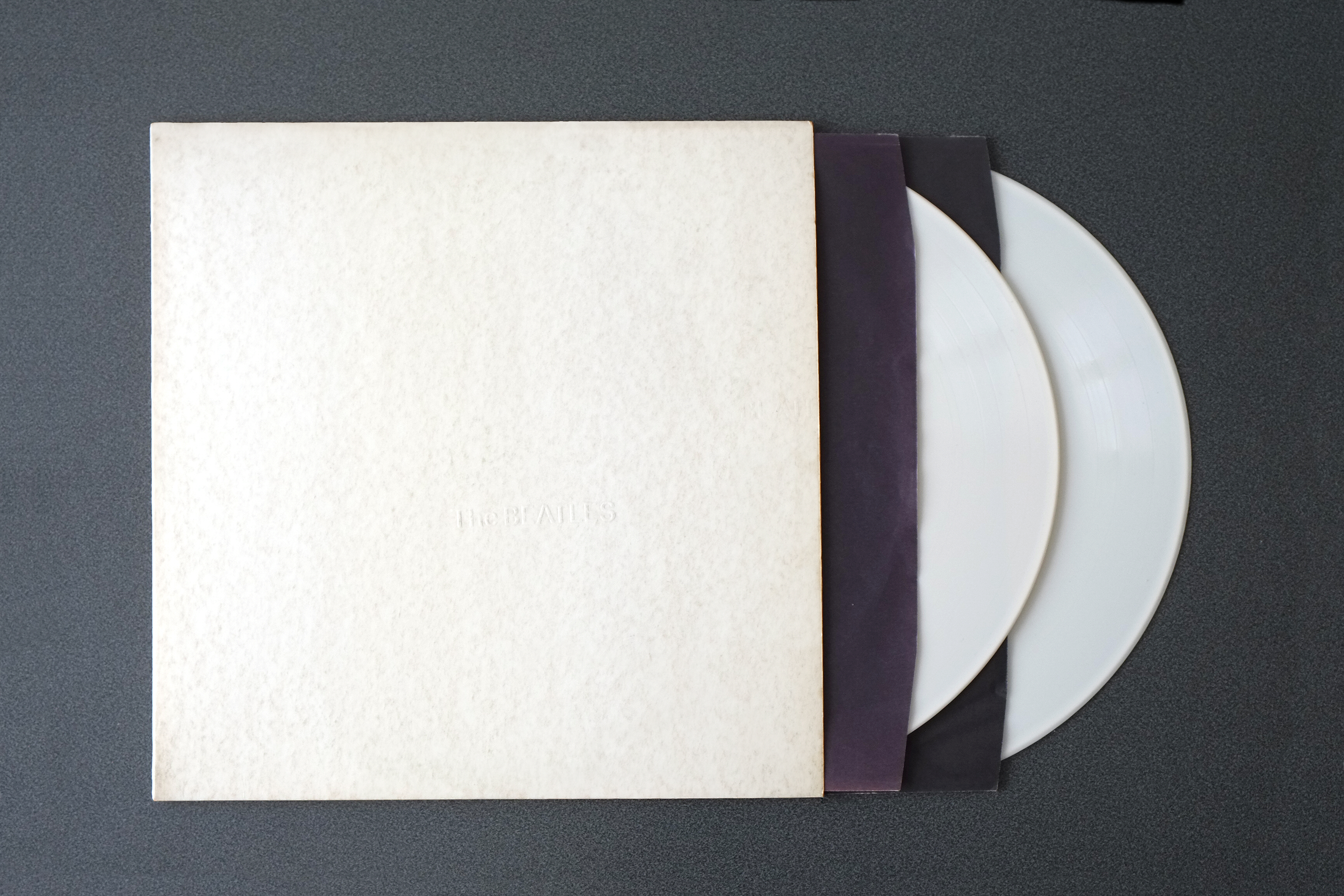
Das Album The BEATLES auf weißem Vinyl gepresst

- Im Mai 1979 erschien in Großbritannien das Album The Beatles (Katalognummer: Parlophone PCS7067/8) auf weißem Vinyl gepresst.[18] Weitere Länder, in denen das Album ebenfalls auf weißem Vinyl erschien, waren: Deutschland,[19] Australien,[20] Kanada,[21] Frankreich[22] und die USA.[23] In Japan wurde im Jahr 1982 die Monoversion des Albums auf rotem Vinyl gepresst und veröffentlicht.[24]
- Am 24. August 1987 erfolgte die Erstveröffentlichung des Albums The Beatles als CD ausschließlich in einer Stereoabmischung. Das Mastering wurde neben George Martin vom Toningenieur der Abbey Road Studios Mike Jarrett überwacht. Der CD liegt ein 24-seitiges bebildertes Begleitheft bei, das die Liedtexte beinhaltet.
- Zum 30. Jahrestag wurde am 23. November 1998 die 1987er CD-Version in einer limitierten Auflage von 500.000 Exemplaren veröffentlicht. Das CD-Album hatte kein Plastik-, sondern ein aufklappbares Pappcover, das sich in einer Plastikhülle mit dem Aufdruck „30 Anniversary Limited Edition“ befindet. Dem Album sind die vier Porträtfotos und das Originalposter, jeweils im Miniformat, beigelegt.[25]
- Am 9. September 2009 erschien das Album remastert in einer Stereoabmischung als CD und als Teil des The Beatles Stereo Box Sets. Die remasterte Monoversion wurde als Teil der Box The Beatles in Mono ebenfalls am 9. September 2009 veröffentlicht. Die Stereoversion der im Jahr 2009 wiederveröffentlichten CD wurde von Guy Massey und Steve Rooke, die Monoversion von Paul Hicks, Sean Magee und Guy Massey remastert. Während die Mono-CD der originalen LP-Version in der Covergestaltung nachempfunden wurde inklusive der beigelegten Bilder und dem Poster im Miniformat, wurde das CD-Cover der Stereoversion von Drew Lorimer neu gestaltet. Weiterhin beinhaltet die Stereo-CD ein 28-seitiges Begleitheft, das die Liedtexte des Albums, Informationen zum Album von Kevin Howlett und Mike Heatley sowie Informationen zu den Aufnahmen von Allan Rouse und Kevin Howlett enthält. Dem Album ist auch das Poster des Originalalbums im Miniformat beigelegt. Die CD beinhaltet eine Dokumentation im QuickTime-Format, bestehend aus Videoausschnitten sowie modifizierten Bildern zu den Studiosessions; untermalt durch angespielte Musiktitel, Outtakes oder Studiogespräche des Albums.
- Die remasterte Stereo-Vinyl-Langspielplatte wurde im November 2012 mit dem The Beatles Remastered Vinyl Box Set, die remasterte Mono-Vinyl-Langspielplatte im September 2014 mit der Box The Beatles In Mono, veröffentlicht.
- Die Erstveröffentlichung im Download-Format erfolgte am 16. November 2010 bei iTunes, ab dem 24. Dezember 2015 war das Album auch bei anderen Anbietern und bei Streaming-Diensten verfügbar.[26][27]
- Jubiläumsausgabe zum 50. Jahrestag
 Zum 50. Jahrestag, am 9. November 2018, wurde das Album The Beatles erneut wiederveröffentlicht.[28] Giles Martin mischte mit dem Toningenieur Sam Okell das Album neu ab. Die erste neue Abmischung des Albums erfolgte zwischen Dezember 2017 und Januar 2018 und wurde anschließend verworfen, da sie zu „sauber“ klang. Ziel war es, sich an den Stereoabmischungen zu orientieren, die von George Martin 1968 hergestellt worden waren. Paul McCartney gab Martin die Anweisung „Grenzen zu verschieben“: “We don’t pay you to be safe, that’s not a Beatles thing.” (deutsch: „Wir bezahlen dich nicht dafür, um sicherzugehen, das ist nicht das Ding der Beatles.“) Ringo Starr war mit der endgültigen Abmischung zufrieden, da seiner Meinung nach das Schlagzeugspiel klarer zu hören sei.[29]

Die Vierspurtonbänder der Esher Demos, die in der letzten Woche des Mai 1968 im Haus von George Harrison aufgenommen wurden, befanden sich laut Aussage von Martin im Besitz von Olivia Harrison und wurden als dritte CD dem Doppel-Album hinzugefügt. Die Esher Demos enthalten unter anderen die nicht für das Doppelalbum eingespielten Lieder Sour Milk Sea, Junk, Child of Nature, Circles, Mean Mr. Mustard und Polythene Pam.
Das Boxset enthält noch die folgenden Lieder als Outtakes/Jamsessions, die ebenfalls nicht für das Album verwendet wurden: St. Louis Blues (Studio jam), Not Guilty (Take 102), What’s the New Mary Jane (Take 1), Let It Be (Unnumbered rehearsal), (You’re so Square) Baby, I Don’t Care (Studio jam), Blue Moon (Studio jam), Step Inside Love (Studio jam), Los Paranoias (Studio jam) und Can You Take Me Back? (Take 1). Weitere Aufnahmen, die in anderen Versionen auf anderen Tonträgern veröffentlicht wurden, sind ebenfalls enthalten: Across the Universe (Take 6), Lady Madonna (Take 2 – Piano and drums)/ (Backing vocals from take 3), The Inner Light (Take 6 – Instrumental backing track) und Hey Jude (Take 1).
Die 5.1-Version des Albums, die Esher Demos sowie die Aufnahmen der Sessions wurden von Giles Martin und Sam Okell abgemischt. Das Mastering für die Stereoaufnahmen erfolgte von Miles Showell, die 5.1-Aufnahmen von Tim Young und die Sessions-Aufnahmen von Alex Wharton. Für die Audiorestauration war James Clarke zuständig.
Super Deluxe Box (6 CDs / Blu-ray)
Die sechs CDs und die Blu-ray sowie Nachdrucke des Originalposters und der vier Porträtfotos sind in einem 164-seitigen Hardcoverbuch (32 cm × 26 cm) eingelegt, das sich wiederum in einer Plastikhülle, mit aufgedruckten Porträtfotos, der Beatles befindet. Das Buch wurde von Darren Evans gestaltet und enthält Vorworte von Paul McCartney (We, The Beatles) und Giles Martin (Introduction), weiterhin umfangreiche Hintergrundinformationen zum Album und zum Cover, Daten zu den Aufnahmen und zu den einzelnen Liedern, Fotografien der handgeschriebenen Originaltexte, Fotos die während der Aufnahmesessions, in Indien und während des Mad Day Out entstanden, sowie weitere Informationen und Beschreibungen von Kevin Howlett, John Harris und Andrew Wilson (Kapitel: The Way to White, Can You Take Me Back, Where I Came From?, Lyrics, Track by Track, The Mad Day Out, White on White, It’s Here)
CD 1: 2018 Remix
1. Back in the USSR – 2:44
2. Dear Prudence – 3:55
3. Glass Onion – 2:18
4. Ob-La-Di, Ob-La-Da – 3:09
5. Wild Honey Pie – 0:53
6. The Continuing Story of Bungalow Bill – 3:14
7. While My Guitar Gently Weeps (Harrison) – 4:45
8. Happiness Is a Warm Gun – 2:45
9. Martha My Dear – 2:28
10. I’m So Tired – 2:03
11. Blackbird – 2:18
12. Piggies (Harrison) – 2:04
13. Rocky Raccoon – 3:33
14. Don’t Pass Me By (Starkey) – 3:50
15. Why Don’t We Do It in the Road? – 1:42
16. I Will – 1:46
17. Julia – 3:00

CD 2: 2018 Remix
1. Birthday – 2:43
2. Yer Blues – 4:01
3. Mother Nature’s Son – 2:48
4. Everybody’s Got Something to Hide Except Me and My Monkey – 2:25
5. Sexy Sadie – 3:15
6. Helter Skelter – 4:30
7. Long, Long, Long (Harrison) – 3:06
8. Revolution 1 – 4:16
9. Honey Pie – 2:41
10. Savoy Truffle (Harrison) – 2:54
11. Cry Baby Cry – 3:02
12. Revolution 9 – 8:21
13. Good Night – 3:17

CD 3: Esher Demos
1. Back in the U.S.S.R. – 3:01
2. Dear Prudence – 4:47
3. Glass Onion – 1:56
4. Ob-La-Di, Ob-La-Da – 3:11
5. The Continuing Story of Bungalow Bill – 2:41
6. While My Guitar Gently Weeps (Harrison) – 2:41
7. Happiness is a Warm Gun – 1:55
8. I’m so tired – 3:11
9. Blackbird – 3:35
10. Piggies (Harrison) – 2:06
11. Rocky Raccoon – 2:44
12. Julia – 3:56
13. Yer Blues – 3:31
14. Mother Nature’s Son – 2:24
15. Everybody’s Got Something to Hide Except Me and My Monkey – 3:04
16. Sexy Sadie – 2:27
17. Revolution – 4:07
18. Honey Pie – 2:00
19. Cry Baby Cry – 2:28
20. Sour Milk Sea (Harrison) – 3:44
21. Junk (McCartney) – 2:37
22. Child of Nature (Lennon) – 2:38
23. Circles (Harrison) – 2:17
24. Mean Mr. Mustard – 2:06
25. Polythene Pam – 1:26
26. Not Guilty (Harrison) – 3:05
27. What’s the New Mary Jane – 2:45

CD 4: Sessions
1. Revolution I (Take 18) – 10:29
2. A Beginning (Take 4) / Don’t Pass Me By (Take 7) (Martin/Starkey) – 5:06
3. Blackbird (Take 28) – 2:16
4. Everybody’s Got Something to Hide Except Me and My Monkey (Unnumbered rehearsal) – 2:43
5. Good Night (Unnumbered rehearsal) – 0:39
6. Good Night (Take 10 with a guitar part from Take 5) – 2:31
7. Good Night (Take 22) – 3:46
8. Ob-La-Di, Ob-La-Da (Take 3) – 2:54
9. Revolution (Unnumbered rehearsal) – 2:16
10. Revolution (Take 14 – Instrumental backing track) – 3:25
11. Cry Baby Cry (Unnumbered rehearsal) – 3:03
12. Helter Skelter (First version – Take 2) – 12:54

CD 5: Sessions
1. Sexy Sadie (Take 3) – 3:08
2. While My Guitar Gently Weeps (Acoustic version – Take 2) – 3:03
3. Hey Jude (Take 1) – 6:44
4. St. Louis Blues (Studio jam) (W. C. Handy) – 0:52
5. Not Guilty (Take 102) (Harrison) – 4:29
6. Mother Nature’s Son (Take 15) – 3:11
7. Yer Blues (Take 5 with guide vocal) – 3:58
8. What’s the New Mary Jane (Take 1) – 2:07
9. Rocky Raccoon (Take 8) – 4:57
10. Back in the U.S.S.R. (Take 5 – Instrumental backing track) – 3:10
11. Dear Prudence (Vocal, guitar & drums) – 4:00
12. Let It Be (Unnumbered rehearsal) – 1:18
13. While My Guitar Gently Weeps (Third version – Take 27) (Harrison) – 3:17
14. (You’re so Square) Baby, I Don’t Care (Studio jam) (Jerry Leiber/Mike Stoller) – 0:43
15. Helter Skelter (Second version – Take 17) – 3:39
16. Glass Onion (Take 10) – 2:12

CD 6: Sessions
1. I Will (Take 13) – 3:21
2. Blue Moon (Studio jam) (Richard Rodgers/Lorenz Hart) – 1:11
3. I Will (Take 29) – 0:27
4. Step Inside Love (Studio jam) (McCartney) – 1:35
5. Los Paranoias (Studio jam) (Lennon/McCartney/Harrison/Starkey) – 3:58
6. Can You Take Me Back? (Take 1) – 2:22
7. Birthday (Take 2 – Instrumental backing track) – 2:40
8. Piggies (Take 12 – Instrumental backing track) – 2:10
9. Happiness is a Warm Gun (Take 19) – 3:09
10. Honey Pie (Instrumental backing track) – 2:43
11. Savoy Truffle (Instrumental backing track) – 2:57
12. Martha My Dear (Without brass and strings) – 2:29
13. Long, Long, Long (Take 44) – 2:55
14. I’m So Tired (Take 7) – 2:30
15. I’m So Tired (Take 14) – 2:17
16. The Continuing Story of Bungalow Bill (Take 2) – 3:13
17. Why Don’t We Do It in the Road? (Take 5) – 2:03
18. Julia (Two rehearsals) – 4:31
19. The Inner Light (Take 6 – Instrumental backing track) – 2:48
20. Lady Madonna (Take 2 – Piano and drums) – 2:25
21. Lady Madonna (Backing vocals from take 3) – 0:54
22. Across the Universe (Take 6) – 3:53

CD 7: Blu-Ray
- 2018 Album mix in high resolution PCM stereo
- 2018 DTS-HD Master Audio 5.1 album mix
- 2018 Dolby True HD 5.1 album mix
- 2018 Direct transfer of the album’s original mono mix

Deluxe-CD-Version (3 CDs)
Die drei CDs befinden sich in einem zweifach aufklappbaren Digipak-Cover. Dem Album liegt ein Nachdruck des Originalposters im Miniformat sowie ein 22-seitiges Begleitheft bei, das die Vorworte von Paul McCartney und Giles Martin sowie die beiden Kapitel On the Road to „The White Album“ und Esher Demos von Kevin Howlett enthält.
- CD 1: 2018 Remix
- CD 2: 2018 Remix
- CD 3: Esher Demos

Deluxe-LP-Version (4 LPs)
In der Pappbox befindet sich eine nicht nummerierte Nachpressung des Doppelalbums The Beatles sowie das Doppelalbum Esher Demos, das in der Gestaltung dem Weißen Album entspricht, die abweichenden Porträtfotos auf der Innenseite des Klappcovers stammen von der gleichen Fotosession wie die Bilder des Originalalbums. Beide Doppelalben wurden auf 180-Gramm-Vinyl gepresst. Der Box ist noch ein Faltblatt im LP-Format beigelegt, das die Vorworte von Paul McCartney und Giles Martin sowie die beiden Kapitel On the Road to „The White Album“ und Esher Demos von Kevin Howlett enthält.
| Seite 1 1. Back in the USSR 2. Dear Prudence 3. Glass Onion 4. Ob-La-Di, Ob-La-Da 5. Wild Honey Pie 6. The Continuing Story of Bungalow Bill 7. While My Guitar Gently Weeps 8. Happiness Is a Warm Gun | Seite 2 1. Martha My Dear 2. I’m So Tired 3. Blackbird 4. Piggies 5. Rocky Raccoon 6. Don’t Pass Me By 7. Why Don’t We Do It in the Road? 8. I Will 9. Julia |

| Seite 3 1. Birthday 2. Yer Blues 3. Mother Nature’s Son 4. Everybody’s Got Something to Hide Except Me and My Monkey 5. Sexy Sadie 6. Helter Skelter 7. Long, Long, Long | Seite 4 1. Revolution 1 2. Honey Pie 3. Savoy Truffle 4. Cry Baby Cry 5. Revolution 9 6. Good Night |

| Seite 5 Esher Demos 1. Back in the U.S.S.R. 2. Dear Prudence 3. Glass Onion 4. Ob-La-Di, Ob-La-Da 5. The Continuing Story of Bungalow Bill 6. While My Guitar Gently Weeps | Seite 6 Esher Demos 1. Happiness Is a Warm Gun 2. I’m So Tired 3. Blackbird 4. Piggies 5. Rocky Raccoon 6. Julia 7. Yer Blues |

| Seite 7 Esher Demos 1. Mother Nature’s Son 2. Everybody’s Got Something to Hide Except Me and My Monkey 3. Sexy Sadie 4. Revolution 5. Honey Pie 6. Cry Baby Cry 7. Sour Milk Sea | Seite 8 Esher Demos 1. Junk 2. Child of Nature 3. Circles 4. Mean Mr. Mustard 5. Polythene Pam 6. Not Guilty 7. What’s the New Mary Jane |

LP-Version (2 LPs)
Das Doppelalbum in der 2018er Stereoabmischung wurde auf 180 Gramm Vinyl gepresst.

## Aufnahmedaten
Die Aufnahmen für das Album fanden zwischen dem 30. Mai und 14. Oktober 1968 in den Abbey Road Studios (Studio 1, 2 und 3) wie auch in den Trident Studios unter der Produktionsleitung von George Martin und teilweise Chris Thomas statt. Toningenieur der Aufnahmen waren anfänglich Geoff Emerick, gefolgt von Ken Scott und Barry Sheffield (Trident Studios). Assistenten der Toningenieure waren Phil McDonald, Richard Lush, John Smith, Mike Sheady, Ken Townshend, Peter Brown, Nick Webb und Dave Harries.
Während der Aufnahmen zum Album agierten die Beatles musikalisch teilweise nicht mehr als einheitliche Musikgruppe; sie nahmen einige Lieder entweder allein oder mit einem Teil der Gruppe oder mit Gastmusikern auf:
- Don’t Pass Me By: Ringo Starr und Paul McCartney
- Blackbird: Paul McCartney
- Good Night: Ringo Starr
- Mother Nature’s Son: Paul McCartney
- What’s The New Mary Jane: John Lennon, Yoko Ono und George Harrison
- Wild Honey Pie: Paul McCartney
- Back in the USSR: John Lennon, Paul McCartney und George Harrison
- Dear Prudence: John Lennon, Paul McCartney und George Harrison
- I Will: Paul McCartney, John Lennon und Ringo Starr
- Step Inside Love: Paul McCartney, John Lennon und Ringo Starr
- Los Paranoias: Paul McCartney, John Lennon und Ringo Starr
- Savoy Truffle: George Harrison, Paul McCartney und Ringo Starr
- Martha My Dear: Paul McCartney, George Harrison und Ringo Starr
- Long, Long, Long: George Harrison, Paul McCartney und Ringo Starr
- Why Don’t We Do It in the Road: Paul McCartney und Ringo Starr
- Julia: John Lennon

| Nr. | Lied                                                      | Aufnahmedaten                                      | Produzent / Toningenieur                                          | Studio                                  | Besetzung / Gastmusiker | Tonträger (Erstveröffentlichung)        |
| --- | --------------------------------------------------------- | -------------------------------------------------- | ----------------------------------------------------------------- | --------------------------------------- | --- | --------------------------------------- |
| 01  | Revolution 1                                              | 30. Mai – 4. Juni 1968, 21. Juni 1968              | George Martin, Geoff Emerick, Peter Brown                         | Abbey Road Studio 2 und 3               | - John Lennon: Leadgitarre, Akustikgitarre, Gesang, Hintergrundgesang - Paul McCartney: Bass, Klavier, Hammond-Orgel, Hintergrundgesang - George Harrison: Leadgitarre, Hintergrundgesang - Ringo Starr: Schlagzeug, Perkussion - Derek Watkins, Freddy Clayton: Trompete - Don Lang, Rex Morris, J. Power, Bill Povey: Posaune | The Beatles                             |
| 02  | Don’t Pass Me By                                          | 05. + 6. Juni 1968, 12. + 22. Juli 1968            | George Martin, Geoff Emerick, Ken Scott                           | Abbey Road Studio 1, 2 und 3            | - Paul McCartney: Klavier, Bass, Schlagzeug - Ringo Starr: Glockenstab, Klavier, Perkussion, Gesang - Jack Fallon: Geige | The Beatles                             |
| 03  | Revolution 9                                              | 06., 10., 11. Juni 1968, 20. + 21. Juni 1968       | George Martin, Geoff Emerick                                      | Abbey Road Studio 1, 2 und 3            | - John Lennon: Klangcollagen, Stimme - George Harrison, George Martin, Yoko Ono, Alistair Taylor: Stimmen | The Beatles                             |
| 04  | Blackbird                                                 | 11. Juni 1968                                      | George Martin, Geoff Emerick                                      | Abbey Road Studio 2                     | - Paul McCartney: Akustikgitarre, Fußtaktschläge, Gesang | The Beatles                             |
| 05  | Everybody’s Got Something to Hide Except Me and My Monkey | 26. + 27. Juni 1968, 23. Juli 1968                 | George Martin, Geoff Emerick, Ken Scott                           | Abbey Road Studio 2                     | - John Lennon: Rhythmusgitarre, Gesang - Paul McCartney: Bass, Maracas, Handglocke, Hintergrundgesang - George Harrison: Leadgitarre, Hintergrundgesang - Ringo Starr: Schlagzeug | The Beatles                             |
| 06  | Good Night                                                | 28. Juni 1968, 02. + 22. Juli 1968                 | George Martin, Geoff Emerick, Ken Scott, Peter Brown              | Abbey Road Studio 1 und 2               | - Ringo Starr: Gesang - George Martin: Celesta, Klavier - The Mike Sammes Singers: Chor - nicht aufgeführte Musiker: Geige: 12; Bratsche: 3; Cello: 3; Flöte: 3; Klarinette: 1; Waldhorn: 1; Vibrafon: 1; Harfe: 1 | The Beatles                             |
| 07  | Ob-La-Di, Ob-La-Da                                        | 03. – 5., 8., 9. 11. und 15. Juli 1968             | George Martin, Geoff Emerick                                      | Abbey Road Studio 2 und 3               | - John Lennon: Klavier, Händeklatschen, Hintergrundgesang - Paul McCartney: Bass, Akustikgitarre, Perkussion, Händeklatschen, Gesang - George Harrison: Akustikgitarre, Händeklatschen, Hintergrundgesang - Ringo Starr: Schlagzeug, Perkussion, Congas, Maracas, Händeklatschen, - James Gray, Rex Morris, Cyril Reuben: Saxofon                                                                                                  | The Beatles                             |
| 08  | Revolution                                                | 09. – 12. Juli 1968                                | George Martin, Geoff Emerick                                      | Abbey Road Studio 2                     | - John Lennon: Leadgitarre, Händeklatschen, Gesang - Paul McCartney: Bass, Händeklatschen - George Harrison: Leadgitarre, Händeklatschen - Ringo Starr: Schlagzeug - Nicky Hopkins: elektrisches Klavier | Single-B-Seite von Hey Jude             |
| 09  | Cry Baby Cry                                              | 15. + 16. Juli 1968, 18. Juli + 16. September 1968 | George Martin, Geoff Emerick, Ken Scott                           | Abbey Road Studio 2                     | - John Lennon: Akustikgitarre, Pfeifen, Gesang - Paul McCartney: Bass, Leadgitarre, Klavier, Pfeifen - George Harrison: Leadgitarre - Ringo Starr: Schlagzeug, Tamburin - George Martin: Harmonium | The Beatles                             |
| 10  | Helter Skelter                                            | 18. Juli 1968, 09. + 10. Sep. 1968                 | George Martin, Ken Scott                                          | Abbey Road Studio 2                     | - John Lennon: Klavier, Bass, Tenorsaxophon, Hintergrundgesang - Paul McCartney: Leadgitarre, Gesang - George Harrison: Rhythmusgitarre, Hintergrundgesang - Ringo Starr: Schlagzeug - Mal Evans: Trompete | The Beatles                             |
| 11  | (You’re so Square) Baby, I Don’t Care (Studio Jamsession) | 18. Juli 1968                                      | George Martin, Ken Scott                                          | Abbey Road Studio 2                     | - John Lennon: Bass - Paul McCartney: Gitarre, Gesang - George Harrison: Gitarre - Ringo Starr: Schlagzeug | The Beatles (Super-Deluxe-Edition-2018) |
| 12  | Sexy Sadie                                                | 19. + 24. Juli 1968, 13. + 21. Aug. 1968           | George Martin, Ken Scott                                          | Abbey Road Studio 2                     | - John Lennon: Rhythmusgitarre, Gesang, Hintergrundgesang - Paul McCartney: Bass, Klavier, Orgel, Leadgitarre, Hintergrundgesang - George Harrison: Leadgitarre, Tamburin, Hintergrundgesang - Ringo Starr: Schlagzeug | The Beatles                             |
| 13  | A Beginning                                               | 22. Juli 1968                                      | George Martin, Ken Scott                                          | Abbey Road Studio 1                     | - nicht aufgeführte Musiker: Geige: 12; Bratsche: 3; Cello: 3; Flöte: 3; Klarinette: 1; Waldhorn: 1; Vibrafon: 1; Harfe: 1 | Anthology 3                             |
| 14  | While My Guitar Gently Weeps                              | 25. Juli 1968, 16. Aug. 1968, 05. + 6. Sep. 1968   | George Martin, Ken Scott                                          | Abbey Road Studio 2                     | - John Lennon: Bass - Paul McCartney: Bass, Klavier, Orgel, Hintergrundgesang - George Harrison: Akustikgitarre, Gesang - Ringo Starr: Schlagzeug, Tamburin - Eric Clapton: Leadgitarre | The Beatles                             |
| 15  | Hey Jude                                                  | 29. Juli – 1. Aug. 1968                            | George Martin, Ken Scott, Barry Sheffield                         | Abbey Road Studio 2 und Trident Studios | - John Lennon: Akustikgitarre, Hintergrundgesang - Paul McCartney: Bass, Klavier, Gesang - George Harrison: Leadgitarre, Tamburin, Hintergrundgesang - Ringo Starr: Schlagzeug, Hintergrundgesang - nicht aufgeführte Musiker: Geige: 10; Bratsche: 3; Cello: 3; Flöte: 2; Klarinette: 2; Waldhorn: 2; Trompete: 4; Posaune: 4, Fagott: 2; Kontrabass: 2; Perkussion: 1; die Musiker steuerten auch den Hintergrundchor bei        | Single-A-Seite                          |
| 16  | St. Louis Blues (Studio Jamsession)                       | 30. Juli 1968                                      | George Martin, Ken Scott                                          | Abbey Road Studio 2                     | - John Lennon: Akustikgitarre (?) - Paul McCartney: Klavier, Gesang - George Harrison: Leadgitarre (?) - Ringo Starr: Schlagzeug | The Beatles (Super-Deluxe-Edition-2018) |
| 17  | Not Guilty                                                | 07. – 9., 12. Aug. 1968                            | George Martin, Ken Scott                                          | Abbey Road Studio 2                     | - John Lennon: Cembalo, Elektrisches Klavier - Paul McCartney: Bass - George Harrison: Leadgitarre, Gesang - Ringo Starr: Schlagzeug | Anthology 3                             |
| 18  | Mother Nature’s Son                                       | 09. + 20. Aug. 1968                                | George Martin, Ken Scott                                          | Abbey Road Studio 2                     | - Paul McCartney: Akustikgitarre, Perkussion, Pauke, Gesang - nicht aufgeführte Musiker: Trompete: 2; Posaune: 2 | The Beatles                             |
| 19  | Yer Blues                                                 | 13., 14. + 20. Aug. 1968                           | George Martin, Ken Scott                                          | Abbey Road Studio 2 und 3               | - John Lennon: Leadgitarre, Gesang - Paul McCartney: Bass, Hintergrundgesang - George Harrison: Leadgitarre - Ringo Starr: Schlagzeug | The Beatles                             |
| 20  | Rocky Raccoon                                             | 15. Aug. 1968                                      | George Martin, Ken Scott                                          | Abbey Road Studio 2                     | - John Lennon: Bass, Mundharmonika, Akkordeon, Hintergrundgesang - Paul McCartney: Akustikgitarre, Gesang - George Harrison: Bass, Hintergrundgesang - Ringo Starr: Schlagzeug - George Martin: Klavier | The Beatles                             |
| 21  | What’s the New Mary Jane                                  | 14. Aug. 1968, 26. Nov. 1969                       | George Martin, Geoff Emerick, John Lennon, Ken Scott, Mike Sheady | Abbey Road Studio 2                     | - John Lennon: Klavier, Gesang - George Harrison: Akustikgitarre - Yoko Ono: Gesang - Mal Evans, Yoko Ono: Handglocke, Tamburin, Perkussion, Akkordeon, Rassel, Vibraphon | Anthology 3                             |
| 22  | Wild Honey Pie                                            | 20. Aug. 1968                                      | George Martin, Ken Scott                                          | Abbey Road Studio 2                     | - Paul McCartney: Akustikgitarre, Schlagzeug, Gesang | The Beatles                             |
| 23  | Back in the USSR                                          | 22. + 23. Aug. 1968                                | George Martin, Ken Scott                                          | Abbey Road Studio 2                     | - John Lennon: Bass, Leadgitarre, Schlagzeug, Perkussion, Händeklatschen, Hintergrundgesang - Paul McCartney: Bass, Leadgitarre, Klavier, Schlagzeug, Perkussion, Händeklatschen, Gesang, Hintergrundgesang - George Harrison: Leadgitarre, Bass, Perkussion, Schlagzeug, Händeklatschen, Hintergrundgesang | The Beatles                             |
| 24  | Dear Prudence                                             | 28. – 30. Aug. 1968                                | George Martin, Barry Sheffield                                    | Trident Studios                         | - John Lennon: Leadgitarre, Tamburin, Gesang, Hintergrundgesang - Paul McCartney: Bass, Klavier, Schlagzeug, Flügelhorn, Händeklatschen, Hintergrundgesang - George Harrison: Leadgitarre, Händeklatschen, Hintergrundgesang - Mal Evans: Tamburin, Händeklatschen, Hintergrundgesang - Jackie Lomax und John McCartney: Händeklatschen, Hintergrundgesang                                                                         | The Beatles                             |
| 25  | Let It Be (Studio Jamsession)                             | 05. Sep. 1968                                      | George Martin, Ken Scott                                          | Abbey Road Studio 2                     | - John Lennon: Bass (?) - Paul McCartney: Klavier (?), Gesang - George Harrison: Akustikgitarre (?), Hintergrundgesang (?) - Ringo Starr: Schlagzeug - Eric Clapton: Leadgitarre (?) | Let It Be                               |
| 26  | Glass Onion                                               | 11. – 13. + 16. Sep. 1968, 10. Okt. 1968           | George Martin, Chris Thomas, Ken Scott                            | Abbey Road Studio 2                     | - John Lennon: Akustikgitarre, Gesang - Paul McCartney: Bass, Klavier, Blockflöte - George Harrison: Leadgitarre - Ringo Starr: Schlagzeug, Tamburin - Chris Thomas: Blockflöte - Henry Datyner, Eric Bowie, Norman Lederman, Ronald Thomas: Geige - John Underwood, Keith Cummings: Bratsche - Eldon Fox, Reginald Kilbey: Cello                                                                                                  | The Beatles                             |
| 27  | I Will                                                    | 16. + 17. Sep. 1968                                | Chris Thomas, Ken Scott                                           | Abbey Road Studio 2                     | - John Lennon: Holzfisch, Maracas - Paul McCartney: Akustikgitarre, Gesang - Ringo Starr: Becken, Tomtom, Basstrommel | The Beatles                             |
| 28  | Step Inside Love (Studio Jamsession)                      | 16. Sep. 1968                                      | Chris Thomas, Ken Scott                                           | Abbey Road Studio 2                     | - John Lennon: Holzfisch, Maracas - Paul McCartney: Akustikgitarre, Gesang - Ringo Starr: Becken, Tomtom, Basstrommel | Anthology 3                             |
| 29  | Los Paranoias (Studio Jamsession)                         | 16. Sep. 1968                                      | Chris Thomas, Ken Scott                                           | Abbey Road Studio 2                     | - John Lennon: Holzfisch, Maracas - Paul McCartney: Akustikgitarre, Gesang - Ringo Starr: Becken, Tomtom, Basstrommel | Anthology 3                             |
| 30  | Blue Moon (Studio Jamsession)                             | 16. Sep. 1968                                      | Chris Thomas, Ken Scott                                           | Abbey Road Studio 2                     | - John Lennon: Holzfisch, Maracas - Paul McCartney: Akustikgitarre, Gesang - Ringo Starr: Becken, Tomtom, Basstrommel | The Beatles (Super-Deluxe-Edition-2018) |
| 31  | Can You Take Me Back?                                     | 16. Sep. 1968                                      | Chris Thomas, Ken Scott                                           | Abbey Road Studio 2                     | - John Lennon: Holzfisch, Maracas - Paul McCartney: Akustikgitarre, Gesang - Ringo Starr: Becken, Tomtom, Basstrommel | The Beatles (Super-Deluxe-Edition-2018) |
| 32  | Birthday                                                  | 18. Sep. 1968                                      | Chris Thomas, Ken Scott                                           | Abbey Road Studio 2                     | - John Lennon: Leadgitarre, Gesang - Paul McCartney: Bass, Klavier, Gesang - George Harrison: Leadgitarre, Tamburin - Ringo Starr: Schlagzeug, Händeklatschen - Pattie Harrison, Yoko Ono: Chor - Mal Evans: Händeklatschen | The Beatles                             |
| 33  | Piggies                                                   | 19. + 20. Sep. 1968, 10. Okt. 1968                 | Chris Thomas, George Martin, Ken Scott                            | Abbey Road Studio 1 und 2               | - John Lennon: Hintergrundgesang - Paul McCartney: Bass, Hintergrundgesang - George Harrison: Akustikgitarre, Gesang - Ringo Starr: Tamburin, Basstrommel - Chris Thomas: Cembalo - Henry Datyner, Eric Bowie, Norman Ledermann, Ronald Thomas: Geige - John Underwood, Keith Cummings: Bratsche - Eldon Fox, Reginald Kilbey: Cello                                                                                               | The Beatles                             |
| 34  | Happiness Is a Warm Gun                                   | 23. – 25. Sep. 1968                                | Chris Thomas, Ken Scott                                           | Abbey Road Studio 2                     | - John Lennon: Leadgitarre, Orgel, Gesang, Hintergrundgesang - Paul McCartney: Bass, Klavier, Hintergrundgesang - George Harrison: Leadgitarre, Hintergrundgesang - Ringo Starr: Schlagzeug, Tamburin | The Beatles                             |
| 35  | Honey Pie                                                 | 01., 2. + 4. Okt. 1968                             | George Martin, Barry Sheffield                                    | Trident Studios                         | - John Lennon: Leadgitarre - Paul McCartney: Klavier, Gesang - George Harrison: Bass - Ringo Starr: Schlagzeug - Dennis Walton, Ronald Chamberlain, Jim Chester, Rex Morris, Harry Klein: Saxofon - Raymond Newman, David Smith: Klarinette | The Beatles                             |
| 36  | Savoy Truffle                                             | 03., 5., 11. + 14. Okt. 1968                       | George Martin, Barry Sheffield, Ken Scott                         | Trident Studios und Abbey Road Studio 2 | - Paul McCartney: Bass, Hintergrundgesang - George Harrison: Leadgitarre, Gesang - Ringo Starr: Schlagzeug, Tamburin - Chris Thomas: Orgel, elektrisches Klavier - Art Ellefson, Danny Moss, Derek Collins, Ronnie Ross, Harry Klein, Bernard George: Saxofon | The Beatles                             |
| 37  | Martha My Dear                                            | 04. + 5. Okt. 1968                                 | George Martin, Barry Sheffield                                    | Trident Studios                         | - Paul McCartney: Bass, Klavier, Händeklatschen, Gesang - George Harrison: Leadgitarre - Ringo Starr: Schlagzeug - Bernard Miller, Dennis McConnell, Lou Sofier, Les Maddox: Geige - Leo Birnbaum, Henry Myerscough: Bratsche - Reginald Kilbey, Frederick Alexander: Cello - Leon Calvert, Stanley Reynolds, Ronnie Hughes: Trompete - Leon Calvert: Flügelhorn - Tony Tunstall: Waldhorn - Ted Barker: Posaune - Alf Reece: Tuba | The Beatles                             |
| 38  | Long, Long, Long                                          | 07. – 9. Okt. 1968                                 | George Martin, Ken Scott                                          | Abbey Road Studio 2                     | - Paul McCartney: Bass, Orgel, Gesang - George Harrison: Akustikgitarre, Gesang - Ringo Starr: Schlagzeug - Chris Thomas: Klavier | The Beatles                             |
| 39  | I’m So Tired                                              | 08. Okt. 1968                                      | George Martin, Ken Scott                                          | Abbey Road Studio 2                     | - John Lennon: Leadgitarre, Orgel, Gesang - Paul McCartney: Bass, elektrisches Klavier, Hintergrundgesang - George Harrison: Leadgitarre - Ringo Starr: Schlagzeug | The Beatles                             |
| 40  | The Continuing Story of Bungalow Bill                     | 08. Okt. 1968                                      | George Martin, Ken Scott                                          | Abbey Road Studio 2                     | - John Lennon: Akustikgitarre, Orgel, Pfeifen, Gesang - Paul McCartney: Bass, Pfeifen, Hintergrundgesang - George Harrison: Akustikgitarre, Pfeifen, Hintergrundgesang - Ringo Starr: Schlagzeug, Tamburin, Hintergrundgesang - Chris Thomas: Mellotron - Yoko Ono: kurzer Gesang - Hintergrundgesang: Yoko Ono, Maureen Starkey sowie weitere nicht aufgeführte Sänger                                                            | The Beatles                             |
| 41  | Why Don’t We Do It in the Road                            | 09. + 10. Okt. 1968                                | Paul McCartney, Ken Townsend                                      | Abbey Road Studio 1 und 3               | - Paul McCartney: Bass, Leadgitarre, Akustikgitarre, Klavier, Perkussion, Händeklatschen, Gesang - Ringo Starr: Schlagzeug | The Beatles                             |
| 42  | Julia                                                     | 13. Okt. 1968                                      | George Martin, Ken Scott                                          | Abbey Road Studio 2                     | - John Lennon: Akustikgitarre, Gesang | The Beatles                             |

### Nicht verwendete Lieder
| Titel                     | Aufnahmedatum | Anmerkung                                                                 | Quelle                                          |
| ------------------------- | ------------- | ------------------------------------------------------------------------- | ----------------------------------------------- |
| Gone Tomorrow, Here Today | 11. Juni 1968 | Eine McCartney-Komposition, die von McCartney akustisch aufgenommen wurde | The Unreleased Beatles Music & Film S. 202.     |
| Etcetera                  | 20. Aug. 1968 | Eine von McCartney geschriebene Ballade, die er alleine einspielte        | The complete Beatles recording sessions S. 150. |
| The Way You Look Tonight  | 16. Sep. 1968 | der gesungene Text ähnelt dem von I Will                                  | The complete Beatles recording sessions S. 155. |

| Titel            | Aufnahmedatum | Anmerkungen | Erstveröffentlichung                    |
| ---------------- | ------------- | --- | --------------------------------------- |
| Junk             | Mai 1968      | Eine McCartney-Komposition, die von Paul McCartney im April 1970 auf dem Album McCartney veröffentlicht wurde | Anthology 3                             |
| Mean Mr. Mustard | Mai 1968      | Eine Lennon-Komposition, die dann für das Album Abbey Road aufgenommen wurde | Anthology 3                             |
| Polythene Pam    | Mai 1968      | Eine weitere Lennon-Komposition, die dann für das Album Abbey Road aufgenommen wurde | Anthology 3                             |
| Child of Nature  | Mai 1968      | Eine Lennon-Komposition, die John Lennon auf seinem Album Imagine (September 1971) mit anderem Text unter dem Titel Jealous Guy veröffentlichte, weitere Aufnahmen dieses Titels fanden während der Sessions für den Film Let It Be statt              | The Beatles (Super-Deluxe-Edition-2018) |
| Circles          | Mai 1968      | Eine Harrison-Komposition, die George Harrison auf seinem Album Gone Troppo (November 1982) veröffentlichte | The Beatles (Super-Deluxe-Edition-2018) |
| Sour Milk Sea    | Mai 1968      | Eine Harrison-Komposition, die Jackie Lomax als Single A-Seite (August 1968) veröffentlichte, bei dieser Version wirken George Harrison und Eric Clapton (Gitarre), Paul McCartney (E-Bass), Ringo Starr (Schlagzeug) und Nicky Hopkins (Klavier) mit. | The Beatles (Super-Deluxe-Edition-2018) |

### Aufnahmen vom Februar 1968
| Nr. | Lied                | Aufnahmedaten                     | Produzent / Toningenieur                             | Studio                                        | Besetzung / Gastmusiker | Tonträger (Erstveröffentlichung)                            |
| --- | ------------------- | --------------------------------- | ---------------------------------------------------- | --------------------------------------------- | --- | ----------------------------------------------------------- |
| 01  | The Inner Light     | 12. Jan. 1968, 06. + 8. Feb. 1968 | George Martin, Geoff Emerick, J. P. Sen, S. N. Gupta | EMI Studios-Bombay, Abbey Road Studio 2 und 3 | - George Harrison: Gesang - Paul McCartney: Hintergrundgesang - Sharad Ghosh oder Hanuman Jadev: Shehnai - Hariprasad Chaurasia oder S.R. Kenkare: Flöte - Ashish Khan: Sarod - Mahapurush Misra: Tabla, Pakhawaj - Rij Ram Desad: Harmonium                                                                           | Single-B-Seite                                              |
| 02  | Lady Madonna        | 03. + 6. Feb. 1968                | George Martin, Geoff Emerick, Ken Scott              | Abbey Road Studio 3 und 1                     | - John Lennon: Leadgitarre, Händeklatschen, Hintergrundgesang - Paul McCartney: Bass, Klavier, Mellotron, Händeklatschen, Gesang - George Harrison: Leadgitarre, Händeklatschen, Hintergrundgesang - Ringo Starr: Schlagzeug, Tamburin, Händeklatschen - Ronnie Scott, Bill Povey, Harry Klein, Bill Jackman: Saxophon | Single-A-Seite                                              |
| 03  | Across the Universe | 04. + 8. Feb. 1968                | George Martin, Ken Scott                             | Abbey Road Studio 3 und 2                     | - John Lennon: Leadgitarre, Akustikgitarre, Gesang - Paul McCartney: Bass - George Harrison: Tabura, Swaramandala - Ringo Starr: Tom-Tom - Lizzie Bravo, Gayleen Pease: Hintergrundgesang | No One’s Gonna Change Our World (Benefiz-Kompilationsalbum) |
| 04  | Hey Bulldog         | 11. Feb. 1968                     | George Martin, Geoff Emerick                         | Abbey Road Studio 3                           | - John Lennon: Leadgitarre, Klavier, Gesang - Paul McCartney: Bass, Hintergrundgesang - George Harrison: Leadgitarre - Ringo Starr: Schlagzeug, Tamburin | Yellow Submarine                                            |

## Manson-Morde
Für Charles Manson, den Anführer der Manson Family, waren die Beatles Propheten: Aus den Stücken des Weißen Albums, die er in seinem idiosynkratischen Verständnis der Offenbarung des Johannes interpretierte, konstruierte er eine Verschwörungstheorie, die ihn motivierte, einen Rassenkrieg („Helter Skelter“) auszulösen. Das Stück Revolution 9 enthalte die Botschaft an die Afroamerikaner, der Zeitpunkt, sich zu erheben, sei nun gekommen. Um den apokalyptischen Rassenkrieg auszulösen, befahl Manson im August 1969, Massenmorde zu begehen. Beim Verlassen des Tatorts schrieb einer der Täter mit dem Blut der Ermordeten das Wort Pigs an die Tür – eine Anspielung auf das Lied Piggies aus dem Weißen Album.

## Sonstiges

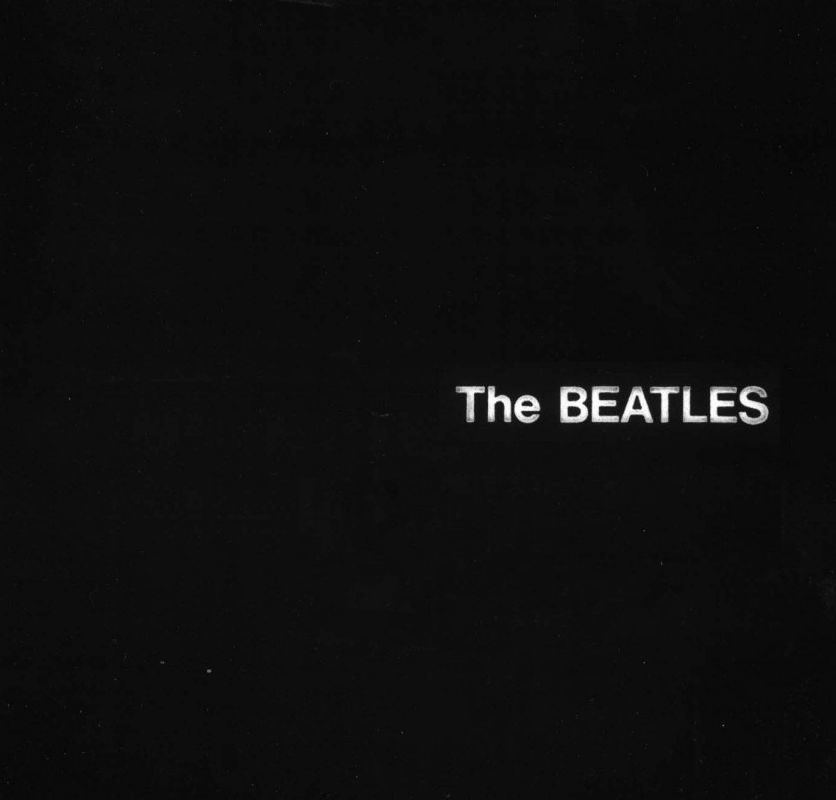
Cover des Bootlegs: The Black Album

In Chile wurde das Album im Dezember 1968 mit eigenständiger Covergestaltung separat auf zwei Alben The Beatles  und The Beatles Vol. II  veröffentlicht.
Im Jahr 1981 wurde das Dreifach-Bootleg-Album The Black Album von den Beatles illegal veröffentlicht, es enthält Outtakes und Probeaufnahmen zum Album Let It Be.
Der US-amerikanische DJ Danger Mouse erstellte 2004 das Grey Album, auf dem er Stücke vom Weißen Album mit A-cappella-Versionen von Jay-Zs The Black Album mischte. Die Veröffentlichung führte zu einer ausgedehnten Debatte über das Urheberrecht.
Ab Februar 2010 wurde im Schauspiel Frankfurt mit großem Erfolg das Theaterstück Das weiße Album von Roland Schimmelpfennig aufgeführt.
Im Dezember 2015 wurde die persönliche Kopie des Albums von Ringo Starr mit der Seriennummer 0000001 für 790.000 US-Dollar verkauft. Damit erzielte diese Platte den höchsten Preis für ein kommerziell veröffentlichtes Album.

## Chartplatzierungen des Albums
| Album                                            | Album                             | Datum der Veröffentlichung | Datum der Veröffentlichung | Datum der Veröffentlichung | Beste Charts-Platzierung | Beste Charts-Platzierung | Beste Charts-Platzierung | Label Katalognr.                                                                                        | Label Katalognr.                                                                                        | Label Katalognr.                                                                                        |
| Typ                                              | Titel                             | GB                         | US                         | DE                         | GB                       | US                       | DE                       | GB | US | DE |
| ------------------------------------------------ | --------------------------------- | -------------------------- | -------------------------- | -------------------------- | ------------------------ | ------------------------ | ------------------------ | --- | --- | --- |
| Studioalbum                                      | The Beatles                       | 22. Nov. 1968              | 25. Nov. 1968              | 22. Nov. 1968              | 1                        | 1                        | 1                        | Apple PMC 7067-7068 (Mono) PCS 7067-7068 (Stereo)                                                       | Apple SWBO 101                                                                                          | Apple SMO 2051/52 (Stereo)                                                                              |
| Studioalbum CD-Erstveröffentlichung              | The Beatles                       | 24. Aug. 1987              | 25. Aug. 1987              | Aug. 1987                  | 18                       | 87                       | -                        | Parlophone CDP 7 46443 8                                                                                | Capitol CDP 7 46443 8                                                                                   | EMI CDP 7 46443 8                                                                                       |
| Studioalbum Remasterte CD-Wiederveröffentlichung | The Beatles                       | 9. Sep. 2009               | 9. Sep. 2009               | 9. Sep. 2009               | 21                       | 7                        | 49                       | Apple/EMI 3824662                                                                                       | Apple/Capitol 3824662                                                                                   | Apple/EMI 3824662                                                                                       |
| Studioalbum                                      | The Beatles (Anniversary Edition) | 9. Nov. 2018               | 9. Nov. 2018               | 9. Nov. 2018               | 4                        | 6                        | 3                        | Apple/Universal 2CD: 0602567571339 6CD/2Blu-Ray Box: 602567571957 2 LP: 602567696865 4 LP: 602567572015 | Apple/Universal 2CD: 0602567571339 6CD/2Blu-Ray Box: 602567571957 2 LP: 602567696865 4 LP: 602567572015 | Apple/Universal 2CD: 0602567571339 6CD/2Blu-Ray Box: 602567571957 2 LP: 602567696865 4 LP: 602567572015 |

## Single-Auskopplungen

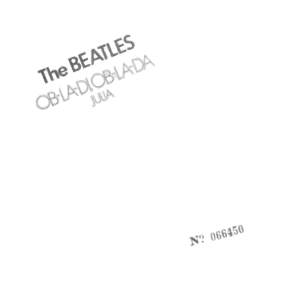
US-amerikanische Single, 1976

| Single                                            | Datum der Veröffentlichung | Datum der Veröffentlichung | Datum der Veröffentlichung | Beste Charts-Platzierung | Beste Charts-Platzierung | Beste Charts-Platzierung | Label Katalognr. | Label Katalognr. | Label Katalognr.   |
| A-Seite / B-Seite                                 | GB                         | US                         | DE                         | GB                       | US                       | DE                       | GB               | US               | DE                 |
| ------------------------------------------------- | -------------------------- | -------------------------- | -------------------------- | ------------------------ | ------------------------ | ------------------------ | ---------------- | ---------------- | ------------------ |
| Ob-La-Di, Ob-La-Da / While My Guitar Gently Weeps | –                          | –                          | 14. Jan. 1969              | n.v.                     | n.v.                     | 01                       | –                | –                | Apple 24 004       |
| Back in the U.S.S.R. / Twist and Shout            | 25. Mai 1976               | –                          | Aug. 1976                  | 19                       | n.v.                     | –                        | Parlophone R6016 | –                | Odeon 1C 006-06179 |
| Ob-La-Di, Ob-La-Da / Julia                        | –                          | 8. Nov. 1976               | –                          | n.v.                     | 49 / –                   | n.v.                     | –                | Capitol 4347     | –                  |

## Verkaufszahlen und Auszeichnungen
| Land/Region                  | Auszeichnungen für Musikverkäufe (Land/Region, Auszeichnung, Verkäufe) | Verkäufe                                          |
| ---------------------------- | ---------------------------------------------------------------------- | ------------------------------------------------- |
| Argentinien (CAPIF)          | Platin (Album Blanco) · + Gold (The Beatles)                           | 90.000                                            |
| Australien (ARIA)            | 2× Platin                                                              | 140.000                                           |
| Dänemark (IFPI)              | Gold                                                                   | 10.000                                            |
| Frankreich (SNEP)            | Gold                                                                   | 100.000                                           |
| Italien (FIMI)               | Platin                                                                 | 50.000                                            |
| Kanada (MC)                  | 8× Platin (Original) · + Gold (Remastered)                             | 840.000                                           |
| Neuseeland (RMNZ)            | 2× Platin                                                              | 30.000                                            |
| Vereinigte Staaten (RIAA)    | 24× Platin                                                             | 12.000.000                                        |
| Vereinigtes Königreich (BPI) | 2× Platin (2009er Version)                                             | 300.000 (1968er Version) 600.000 (2009er Version) |
| Insgesamt                    | 4× Gold · 20× Platin · 2× Diamant ·                                    | 14.160.000                                        |

Hauptartikel: The Beatles/Auszeichnungen für Musikverkäufe